# Нурдин, Йенни
Йенни Нурдин (швед. Jennie Nordin; род. 15 мая 1993, Стокгольм) — шведская футболистка, выступающая на позиции защитника за шведский клуб АИК.

## Клубная карьера
Выступление Нурдин за сборную Швеции до 19 лет на чемпионате Европы в 2012 году в Турции, которая выиграла этот турнир, сделали её трансферной мишенью для нескольких ведущих клубов шведского Дамаллсвенскана. Она решила ответить согласием на предложение клуба «Линчёпинг», но пропустила первую половину сезона 2013 года в Дамаллсвенскане 2013 года из-за травмы. Вернулась в строй во второй половине сезона, выступая вместе с Шарлотт Ролин на позиции центрального защитника после того, как Нилла Фишер перешла в немецкий «Вольфсбург».
В марте 2018 года подписала контракт с недавно вышедшим в Дамаллсвенскан клубом «Векшё», проведя до этого два года в норвежском Топпсериен в составе «Волеренги».

## Личная жизнь
Отец Йенни Кристер Нурдин тоже был профессиональным футболистом. Как и Йенни, Кристер провел большую часть своей карьеры в составе стокгольмского АИКа. Первой же командой, за которую Йенни когда-либо играла, был клуб «Сольрод» из Дании, так как семья переехала в эту страну, когда её отец выступал за местный «Брондбю».

## Достижения
Швеция (до 19 лет)
- Чемпион Европы: 2012